# Populus suaveolens
Populus suaveolens är en videväxtart. Populus suaveolens ingår i släktet popplar, och familjen videväxter.

## Underarter
Arten delas in i följande underarter:
- P. s. baicalensis
- P. s. suaveolens